# جوزفين فريدا بيترسين
جوزفين فريدا بيترسين (بالنرويجية البوكمول: Josefine Frida)‏ (ولدت في 17 مايو 1996 في سيغدال مقاطعة بوسكيرود) هي ممثلة وعارضة أزياء نرويجية. اشتهرت عالميا في خريف عام 2015 بعد أن أدت الدور الرئيسي في الموسم الثاني من المسلسل الدرامي الشبابي «سكام» (عار) بشخصية نورا على قناة أن أر كا.

## الأعمال

### المسلسلات
- 2014 –2015 : الصيف القادم (مسلسل) : ابنة Velformannens
- 2015 –2017 : عار (مسلسل نرويجي) : نورا

### المسرح
- 2017 : روبن هود - راي راي في غابة شيروود : سامنتا فوكس
- 2017 : Slaget på Testiklestad
- 2018 : Hair